# Профессиональная улица
Улица Профессиональная — одна из главных транспортных артерий города Дмитрова Московской области, проходящая от центра города до северной окраины. Является одной из старейших улиц.
Начинается от Дмитровского кремля, проходит через микрорайоны: Маркова, Аверьянова, Новь (на Оборонной), Махалина, ДЗФС и через 5-й микрорайон (улица Спасская, Белоброва). Также связывает жилые районы с промзонами города (ДОЗАКЛ, Дмитровский завод фрезерных станков, автоколонна № 1784 и другие транспортные и промышленные предприятия).

## История

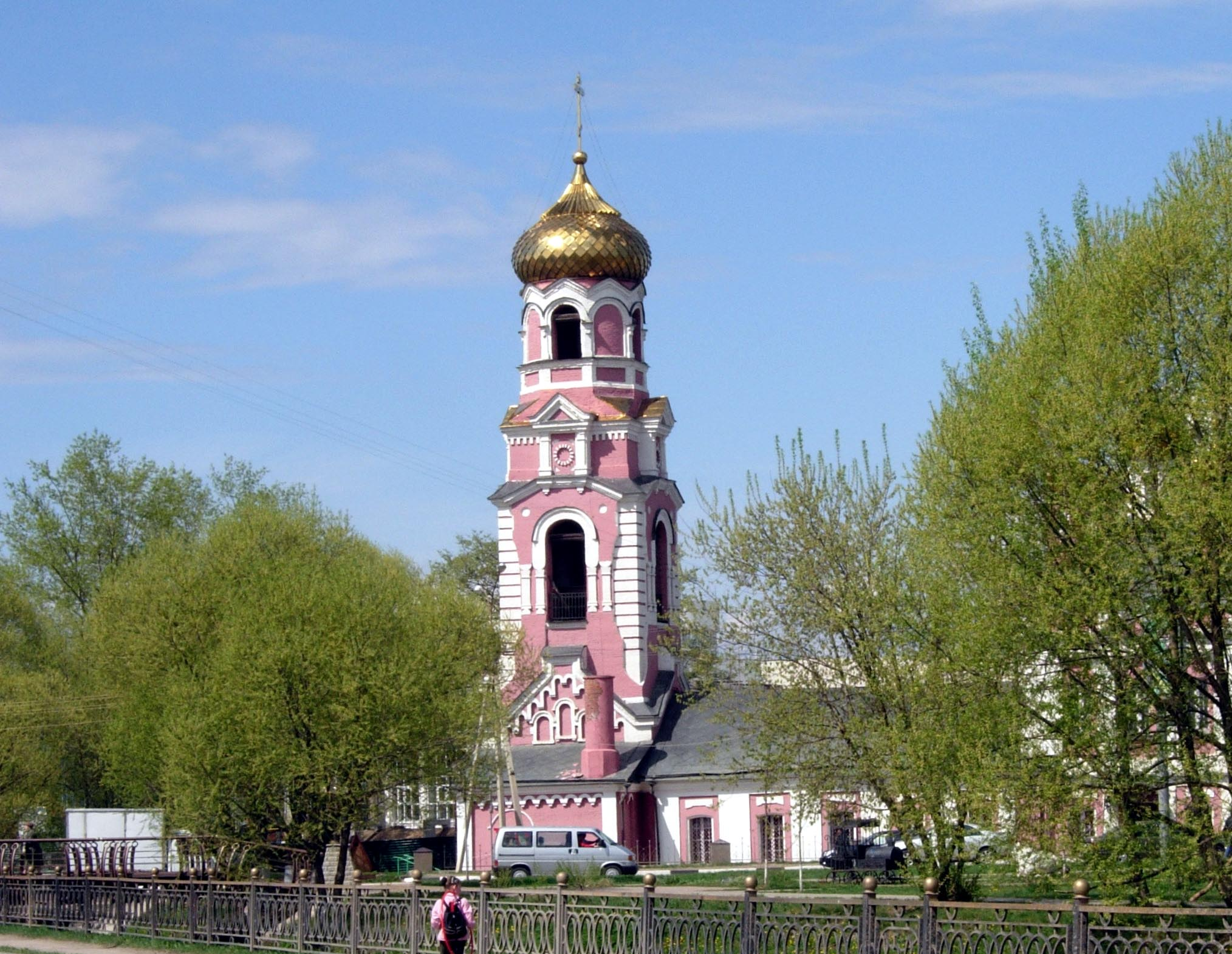
Сретенская церковь — центр бывшей Берёзовской слободы

Ранее в черте города улица называлась Берёзовской, так как связывала центр города с Берёзовской слободой.
Также улица называлась Кашинской и связывала Дмитров с городом Кашином. Так, например, улица обозначена на карте Дмитрова в 1784 году.
В конце XIX века на улице располагалась двухэтажная школа, которая позднее сгорела. Позднее на первом сохранившемся этаже до революции 1917 года размещался кинотеатр «Экран», который организовал Воинский начальник Дмитровского уезда Александр Александрович Чернов.
В 1930-е годы в ходе индустриализации Дмитровского района и города, связанной со строительством канала имени Москвы, формируется новый «индустриальный» участок дороги от Ковригинского шоссе до посёлка Каналстрой.
В конце 1950-х годов «индустриальный» участок дороги входит в состав Дмитрова. И Профессиональная улица занимает свои границы, связывая центр с промышленными предприятиями города.
В 2023 году планируется на улице провести масштабное благоустройство. Завершить работы планируют весной 2014 года.

## Памятники и достопримечательности

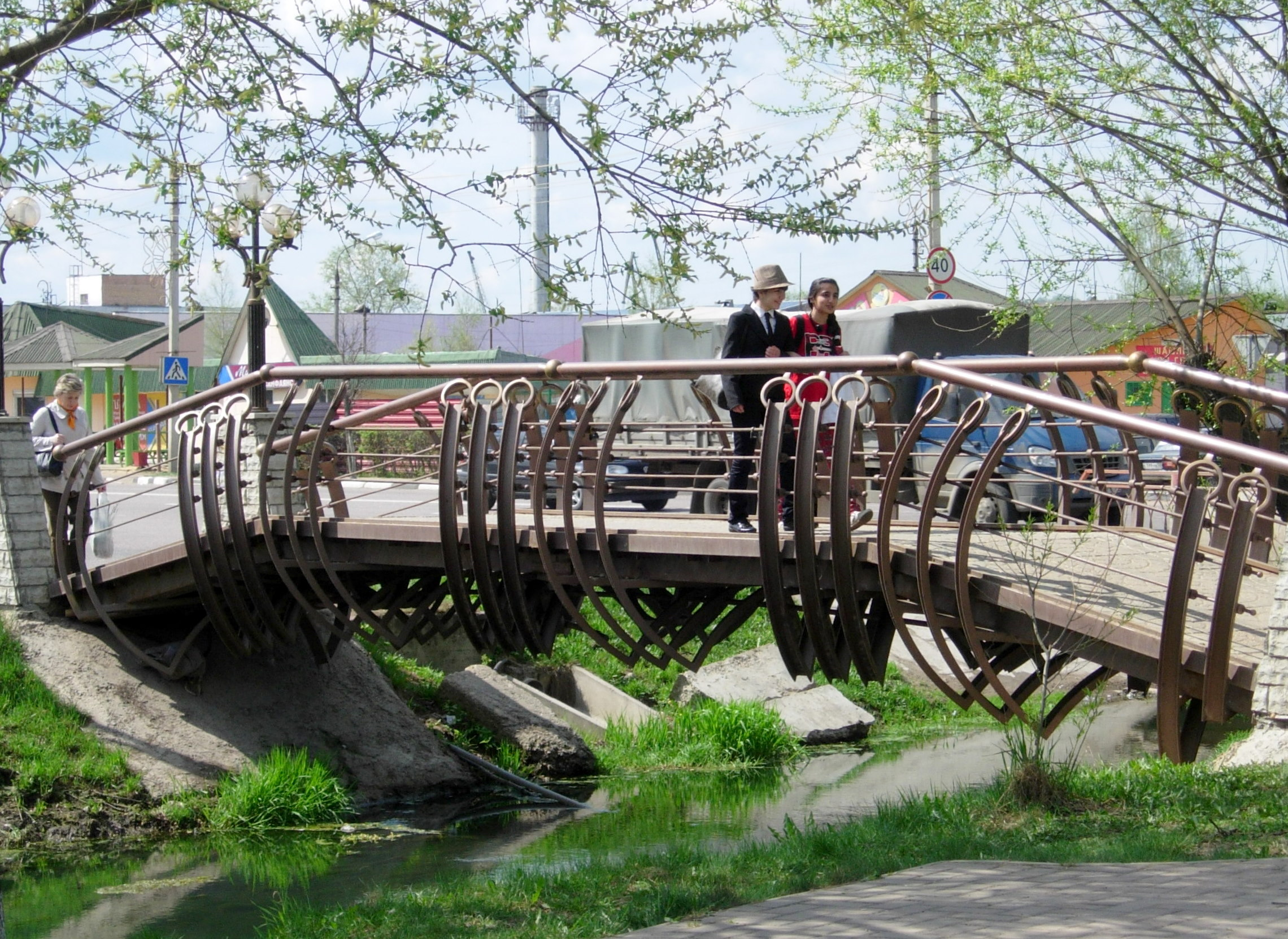
Пешеходный мост через речку Березовец

Улица является «парадной» для города и поэтому изобилует различными памятниками и достопримечательностями.
Начинается улица от Торговой площади (раньше Нижнеторговой площади), центра старинного города. После пересечения с улицей Семенюка дорога расширяется до четырёх полос. После Восточной объездной дороги улица сужается до двух полос.
В начале Профессиональной располагаются фонтаны: «Лилия» (по проекту А. И. Рукавишникова, 2004 год), «Ожидание» (скульптор А. И. Рукавишников, архитектор Р. В. Нарский, 2003 год). Далее вдоль микрорайонов Маркова и Махалина идёт бульварная зелёная зона.
В новом микрорайоне на Оборонной в результате украшения города к 850-ю, бульварная зона расширяется, представляя несколько скульптурных композиций. Также здесь располагается стела-фонтан, посвящённая строительству каналу имени Москвы. На другой стороне улицы размещается Спортивный комплекс зимних видов спорта с фонтанами и сквером имени Алины Макаренко.
Бульварная зона сужается у стадиона «Торпедо» микрорайона ДЗФС, далее пешеходная зелёная зона снова расширяется. В микрорайоне ДЗФС начинаются промышленные площадки по левой стороне.
Профессиональная улица упирается в центр бывшего посёлка Каналстрой (сейчас Северная промзона Дмитрова), где разделяется на две улицы: Промышленная и Дубненская.

## Транспорт
По улице идёт достаточно большой транспортный поток. Это обусловлено тем, что параллельно улице с запада располагается канал имени Москвы и пойма реки Яхромы, которые затрудняют движение. Выезд из города в западном направлении осуществляется поворотом на Рогачёвский мост по Ново-Рогачёвской улице.
По Профессиональной улице следуют автобусные маршруты города: 1, 7, 11, 20, 26, 28, 30, 36, 38, 40, 51, 53, 55 и др. Также по улице следуют междугородные автобусные маршруты.
До строительства в 1995—1998 годах Западного объезда Дмитрова улица была частью Дмитровского шоссе (А104).

## Пересечение с другими улицами, объектами
- улица Семенюка и Западная Объездная дорога
- Рогачёвское шоссе (Ново-Рогачёвская улица)
- Оборонная улица и речка Березовец
- Восточная Объездная дорога и речка Матусовка
- Ковригинское шоссе
- Спасская улица
- Промышленная и Дубненская